# Royal Arena
Royal Arena – wielofunkcyjna hala widowiskowo-sportowa znajdująca się w dzielnicy Ørestad South w Kopenhadze, w Danii. Prace budowlane rozpoczęły się 26 czerwca 2013 roku, a arena została otwarta w lutym 2017 roku. Mieści się w niej 13 000 miejsc siedzących na wydarzenia sportowe i do 16 000 miejsc (zarówno siedzących, jak i stojących) na koncerty.

## Tło

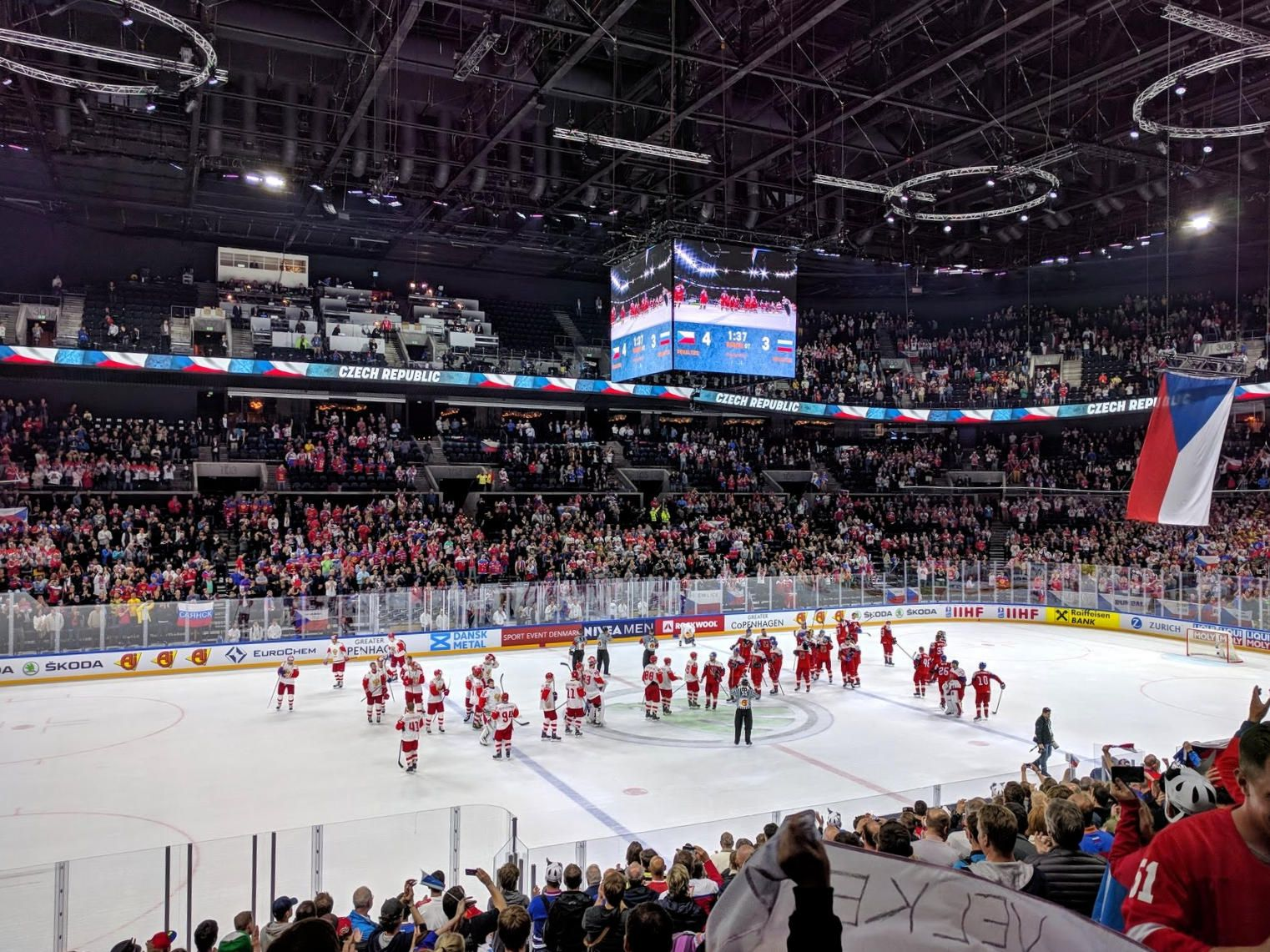
Mistrzostwa Świata IIHF 2018. Royal Arena

W Kopenhadze stadion Parken, który głównie służy jako stadion piłkarski, jest największą areną wewnętrzną w Danii (kiedy jego dach jest zamknięty), mogącą pomieścić 38 065 miejsc siedzących. Podczas większości międzynarodowych wydarzeń sportowych hala Brøndby i Ballerup Super Arena nie są uważane za wystarczająco duże, natomiast stadion Parken jest zbyt obszerny.
Podczas gdy Malmö Arena w Szwecji, położona naprzeciwko Kopenhagi, po wschodniej stronie cieśniny Sund (która stanowi granicę między Danią a Szwecją), była odpowiednia dla regionalnych i międzynarodowych wydarzeń, które wymagały areny wewnętrznej o pojemności 10 000-20 000 miejsc, nie można było oczekiwać, że będzie ona służyć wydarzeniom krajowym w Danii. Kopenhaga chciała również być gospodarzem własnych międzynarodowych imprez, takich jak Konkurs Piosenki Eurowizji, Mistrzostwa Świata w Piłce Ręcznej Mężczyzn, Mistrzostwa Świata w Hokeju na Lodzie, Mistrzostwa Świata w Pływaniu FINA oraz ważne koncerty. Dlatego podjęto decyzję o budowie areny o takim rozmiarze właśnie w Kopenhadze.

## Budowa
Obszar Ørestad został po raz pierwszy wybrany przez radę miejską do rewitalizacji w 1993 roku. Projekt areny, uważany za ważne uzupełnienie planu rozwoju, został przedstawiony podczas konferencji prasowej w hotelu Bella Sky 23 września 2011 roku. Projekt areny został zaprezentowany 7 czerwca 2012 roku. Zwycięski zespół projektowy składał się z 3XN, HKS, Inc., Arup, ME Engineers i Planit. Zespół ten stworzył charakterystyczny, nordycki design areny.

### Finansowanie i operator

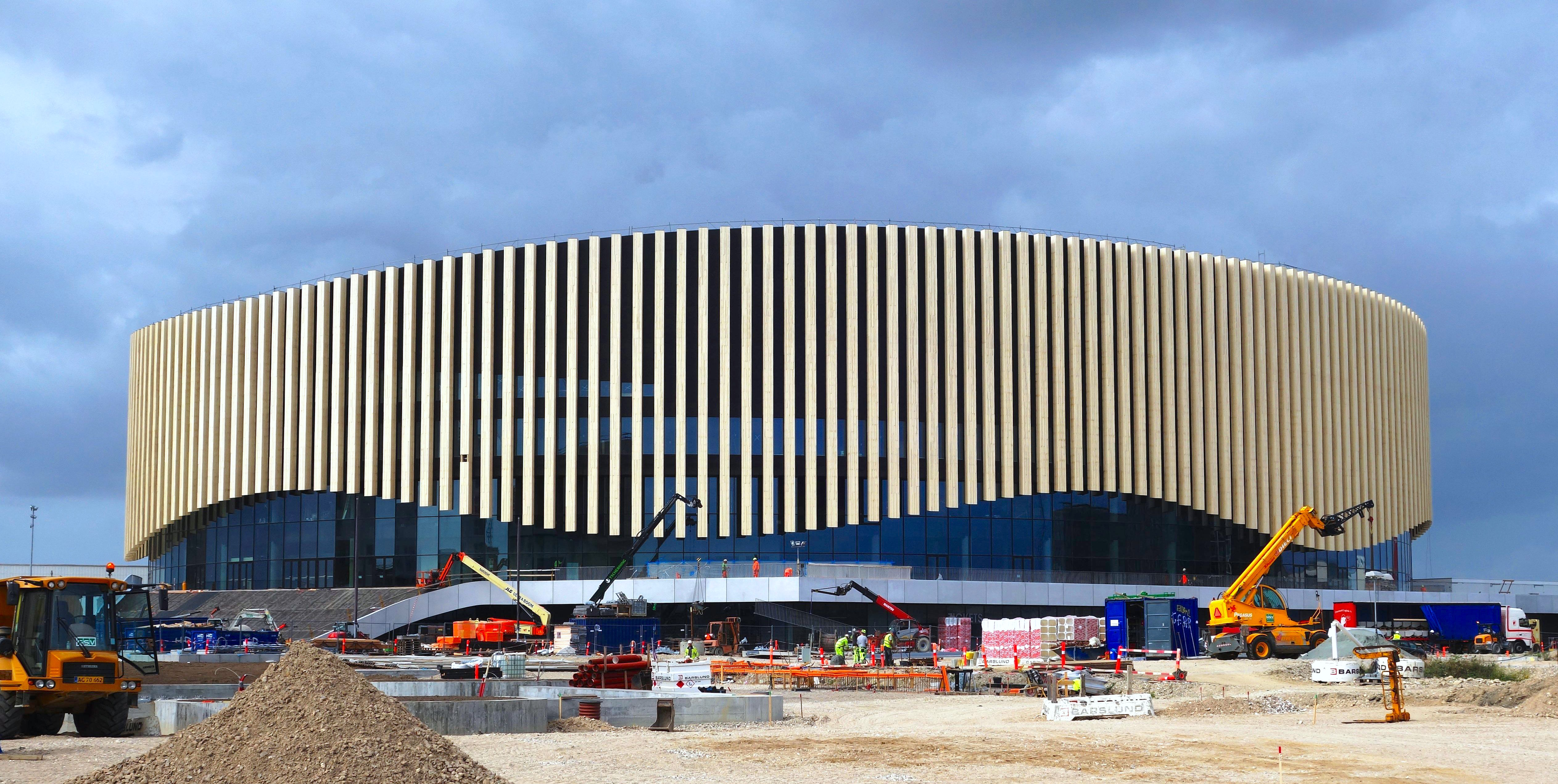
Arena w budowie we wrześniu 2016

Realdania i Gmina Kopenhaga udostępniły po 325 000 000 DKK na ten projekt, podczas gdy Komitet Obiektów Elitarnych udzielił dotacji budowlanej, a dotacje operacyjne zostały udzielone przez Narodowy Komitet Olimpijski i Konfederację Sportową Danii. Teren został udostępniony przez CPH City & Port Development. Wybrany operator musiał zorganizować pozostałe finansowanie.
Mimo że pięć firm zakwalifikowało się do przetargu jako operatorzy areny, Live Nation została wybrana jako operator przed AEG Facilities w grudniu 2011 roku.
W 2014 roku ogłoszono, że duński browar Royal Unibrew będzie komercyjnym sponsorem, zdobywając prawa do nazwy („Royal”) dla areny. 

## Ważne wydarzenia
26 września 2016 roku, Metallica ogłosiła za pośrednictwem swojego bloga, że będą „pierwszym wydarzeniem w historii” na nowej arenie. Ich koncerty zostały zaplanowane na pierwszy tydzień lutego 2017 roku. 20 lutego 2017 roku The Weeknd wystąpił na arenie w ramach trasy koncertowej Starboy: Legend of the Fall Tour.
Mistrzostwa Europy w pływaniu na krótkim basenie 2017 były pierwszym dużym wydarzeniem sportowym na arenie, która miała pojemność około 12 500 miejsc. Arena była jedną z dwóch aren (drugą była Jyske Bank Boxen ), na których odbywały się Mistrzostwa Świata IIHF 2018. Royal Arena była jednym z ośmiu obiektów w Danii i Niemczech, które gościły Mistrzostwa Świata w Piłce Ręcznej Mężczyzn 2019.  Była również wykorzystywana podczas decydujących meczów o trzecie miejsce oraz finału Spring European League of Legends Championship Series 2018, które odbyły się odpowiednio 7 i 8 kwietnia 2018 roku.
28 września 2019 roku arena gościła pierwsze wydarzenie UFC w Danii, czyli UFC Fight Night: Hermansson vs. Cannonier.
Ogłoszono, że Royal Arena będzie gospodarzem Mistrzostw Świata w Gimnastyce Artystycznej 2021, które miały odbyć się od 18 do 24 października 2021 roku. Niestety, Duńska Federacja Gimnastyczna wycofała się z organizacji tego wydarzenia w lipcu 2020 roku. Arena będzie jednym z jedenastu miejsc rozgrywania Mistrzostw Świata w Piłce Ręcznej Mężczyzn 2025, które odbędą się w Chorwacji, Danii i Norwegii.
Od 2017 roku arena regularnie gości turnieje Counter-Strike: Global Offensive organizowane przez serię BLAST Pro Series (obecnie BLAST Premier od 2020 roku).